# Calamodontophis ronaldoi
Calamodontophis ronaldoi är en ormart som beskrevs av Franco, de Carvalho Cintra och de Lema 2006. Calamodontophis ronaldoi ingår i släktet Calamodontophis och familjen snokar. IUCN kategoriserar arten globalt som starkt hotad. Inga underarter finns listade.
Arten förekommer i delstaten Paraná i södra Brasilien. Honor lägger inga ägg utan föder levande ungar.